# Sue Black
Susan Elizabeth Black (1962) é uma informática britânica, académica e empreendedora social. Foi instrumental para salvar Bletchley Park, a instalação militar na qual se levou a cabo uma importante porção dos esforços aliados de decifração do código alemão na Segunda Guerra Mundial.

## Educação e vida
Deixou a escola e seu lar muito jovem, à idade legal de 16. Casou-se aos 20 e cedo teve três meninos. Aos 25, era mãe solteira e viveu num refúgio de mulheres. Cursou matemática numa escola noturna, para ter acesso à universidade. Se graduou em Informática na Universidade da Margem Sul de Londres em 1993 e obteve o doutorado em Engenharia de Software em 2001 por sua investigação sobre efeito ripple.

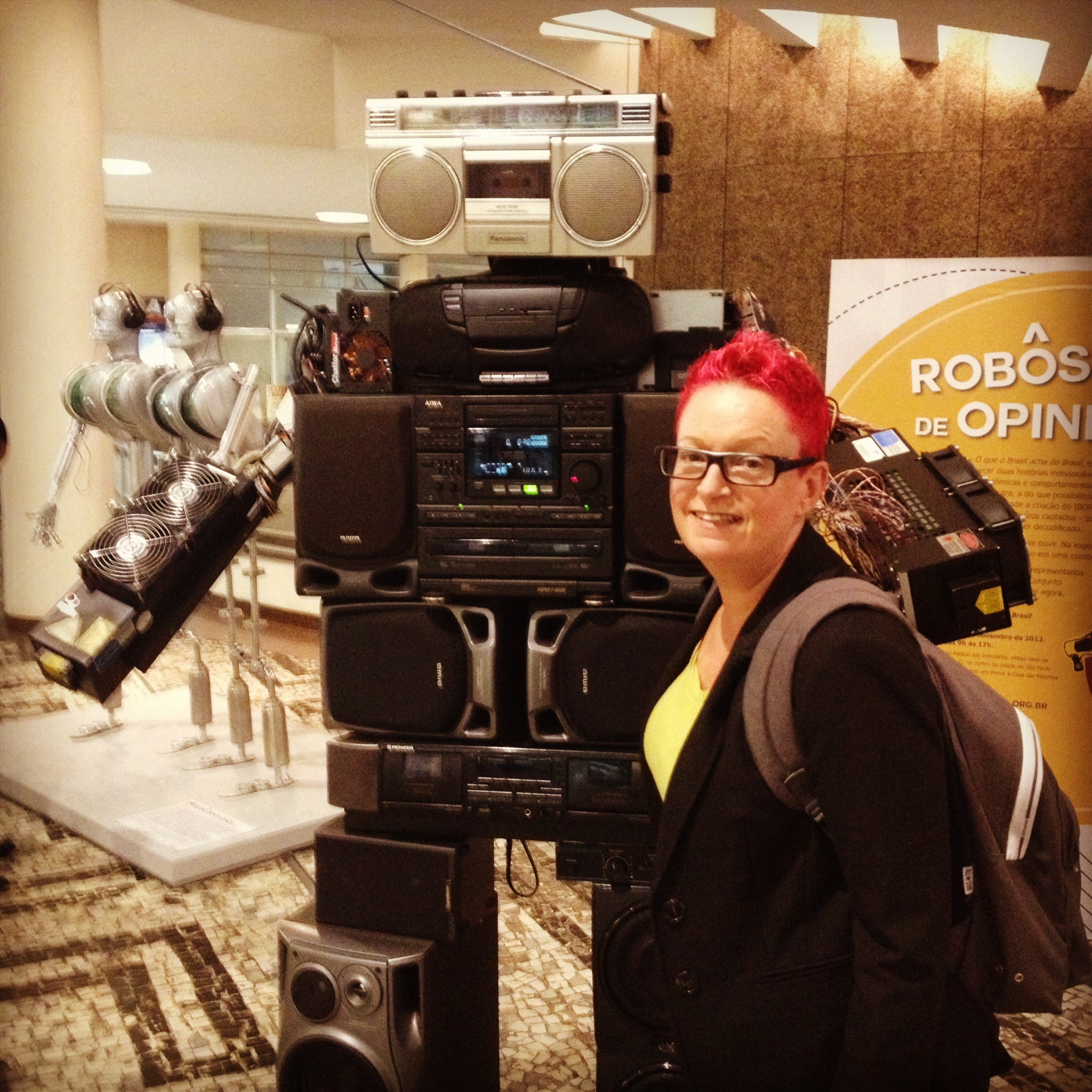
Sua Black em visita ao Brasil

O efeito ripple é um termo usado dentro do campo das métricas do software para indicar uma medida de complexidade.

## Carreira
Black é uma pesquisadora sênior sócia ao Colégio universitário de Londres. Anteriormente foi diretora do departamento de Sistemas de informação e software na Universidade de Westminster.
Black foi a fundadora do grupo de especialistas BCS BCSWomen e sua diretora até 2008.
É uma defensora das mulheres na informática.